# Il ragazzo di via Gluck/Dio come ti amo
Il ragazzo di via Gluck/Dio come ti amo è un singolo dei cantanti italiani Giorgio Gaber e Iva Zanicchi pubblicato su 45 giri tascabile nel 1966.

## Tracce
Lato A
- Giorgio Gaber: Il ragazzo di via Gluck - (Celentano - Detto - Beretta - Del Prete)

Lato B
- Iva Zanicchi: Dio come ti amo - (D. Modugno)